# Октай Синаноглу
Октай Синаноглу (на турски: Oktay Sinanoğlu; 25 февруари 1935 – 19 април 2015 г.) е известен турски физикохимик и молекулярен биофизик.

## Личен живот
Синаноглу е роден в Бари, Италия на 25 февруари 1935 г. Баща му е писател и служител при генералния консул Атиф Кор в консулството на Турция в Бари. Той написва книга за гръцката и римската митология и друга, озаглавена „Петрарка“, публикувана през 1931 г. С последването на служителя в Турция през юли 1938 г. семейството се завръща в страната преди началото на Втората световна война. Октай има сестра Есин Афсар (1936 – 2011), която е известна певица и актриса.
Синаноглу завършва колеж в Анкара през 1951 г. Той заминава в Съединените щати през 1953 г., където учи в университета на Калифорния, Бъркли, завъривайки го с бакалавърска степен с отличие през 1956 г. През следващата година той завършва магистърска степен в Масачузетския технологичен институт (1957), и е награден със стипендия Слоун. Синаноглу завършва своята преддокторска квалификация (1958 – 1959) и получава докторска степен по физикохимия (1959 – 1960) от Калифорнийниския университет в Бъркли.
На 21 декември 1963 г. Октай Синаноглу се жени за Пола Армбръстър, която следва за бакалавър в университета в Йейл. Сватбената церемония се състои в параклиса на Бранфорд колидж в Йейл. По-късно Синаноглу се жени повторно за Дилек Синаноглу и от този брак има близнаци. Семейството живее в Емералд Лейкс в близост до Форт Лодърдейл, Тексас и в Истанбул, Турция.

## Академична кариера
През 1960 г. Синаноглу започва работа към Йейлския университет. Той е назначен за професор по химия на 1 юли 1963 г. На възраст от 28 години, Синаноглу става най-младият професор в университета през 20 век. Смята се, че той е третият най-млад професор в 300-годишната история на Йейл.
През 1964 г. той основава отдела по теоретична химия в Йейл. По време на престоя си в университета, Синаноглу разработва „Теория на можество електрони в атоми и молекули“ (1961), Солвофобна теория" (1964), „Мрежова теория на комбинирани химични реакции“ (1974), „Микротермодинамично повърхностно напрежение“ (1981) и „Теория на валентно взаимодействие на формули“ (1983). Синаноглу разработва революционен метод, наречен „Опростен метод на Синаноглу“ от собствените си математически теории и публикуван през 1988 г. С помощта на тази система и на прости картини, химици могат да предвидят начините, по които ще протекат сложни химически реакции и могат да решат сложни задачи в областта на квантовата химия. След 37 години в Йейл, Синаноглу се пенсионира през 1997 г. В рамките на времето си в Йейлския университет, Синаноглу служи като консултант на няколко турски университета и на Научния и технологичен изследователски съвет на Турция (ТЮБИТАК), както и на японското Общество за насърчаване на науката. През 1962 г. Съветът на настоятелите на Близкоизточния техническия университет в Анкара го удостоява със званието „професор-консултант“, уникално създадено и дадено само на него.
Синаноглу получава „Научната награда на ТЮБИТАК“ за химия през 1966 г., наградата „Александър фон Хумболт“ за химия през 1973 г. и японската „Международна награда за изключителен учен“ през 1975 г. Той е номиниран два пъти за Нобелова награда за химия.
След пенсионирането си от Йейл, Синаноглу е назначен в химически факултет на техническия университет Йълдъз в Истанбул, където работи до 2002 г.
Синаноглу е автор или съавтор на множество научни книги и статии. Той също е автор на книги за съвременността в Турция и за турския език, например „Цел Турция“ и „Сбогом, турски“ (2005).
През 2001 г. публикува най-продаваната си книга в своето творчество, редактирана от турския писател Емине Чайкара, който го описва като турския Айнщайн, (на турски: Türk Aynştaynı Oktay Sinanoğlu Kitabı).

## Смърт
Жена му, Дилек Синаноглу, оповестява публично на 10 април 2015 г., че Октай е в болница в Маями, Флорида, и е приет в интензивно отделение в кома. Според публикацията, предполага се, че храна е достигнала белите му дробове по време на хранене с тръба по време на престоя му в старчески дом. Синаноглу умира на 80-годишна възраст на 19 април 2015 г. Няма медицинско изявление за причината за смъртта.
Тялото му е откарано в Турция. Панихидата е извършена в Културен център Кадебостан в Кадъкьой, Истанбул на 26 април. Синаноглу е погребан в гробището Караджаахмет, Юскюдар, след религиозната церемония в джамията Шакирин.